# Mistrovství Asie a Oceánie v ledním hokeji do 18 let 1998
Mistrovství Asie a Oceánie v ledním hokeji do 18 let 1997 byl patnáctý asijský U18 turnaj v ledním hokeji. Konal se od 15. do 21. března 1998 v Charbinu v provincii Chej-lung-ťiang na severovýchodě Číny. Turnaje se zúčastnilo šest družstev, která hrála jednokolově každé s každým. Vítězství si poprvé v historii turnaje připsali junioři Jižní Koreje před juniory Japonska a juniory domácí Číny. O vítězi rozhodlo při vzájemné remíze skóre ze všech zápasů. Kazachstán se na rozdíl od předchozího roku zúčastnil Mistrovství Evropy.

## Výsledky
|    |             | Jižní Korea | Japonsko | Čína | Austrálie | Nový Zéland | Thajsko | V | R | P | VG  | OG  | B |
| 1. | Jižní Korea | ***         | 2:2      | 4:1  | 22:1      | 28:0        | 92:0    | 4 | 1 | 0 | 148 | 4   | 9 |
| 2. | Japonsko    | 2:2         | ***      | 7:1  | 25:0      | 38:0        | 58:0    | 4 | 1 | 0 | 130 | 3   | 9 |
| 3. | Čína        | 1:4         | 1:7      | ***  | 10:1      | 26:0        | 31:0    | 3 | 0 | 2 | 69  | 12  | 6 |
| 4. | Austrálie   | 1:22        | 0:25     | 1:10 | ***       | 16:2        | 24:1    | 2 | 0 | 3 | 42  | 60  | 4 |
| 5. | Nový Zéland | 0:28        | 0:38     | 0:26 | 2:16      | ***         | 12:2    | 1 | 0 | 4 | 14  | 110 | 2 |
| 6. | Thajsko     | 0:92        | 0:58     | 0:31 | 1:24      | 2:12        | ***     | 0 | 0 | 5 | 3   | 217 | 0 |